# Moussa Aksar
Moussa Aksar est un journaliste d'investigation nigérien né en 1964 à Agadez (Niger). Fondateur en 2002 du journal L'Évènement Niger, il est connu pour ses enquêtes journalistiques dénonçant la corruption au sein de son pays. 
Il a notamment révélé en 2005 la volonté du régime de Mouammar Kadhafi de financer une rébellion touarègue au Niger — qui aura finalement lieu en 2007 — ce qui fait alors sa réputation et celle de son journal. En 2020, il révèle également une affaire de détournement de fonds au sein du Ministère nigérien de la Défense entre 2017 et 2019, sous la présidence de Mahamadou Issoufou.
Membre du Consortium international des journalistes d'investigation, ses enquêtes lui valent de nombreuses pressions et menaces de la part du pouvoir, ainsi que des problèmes judiciaires.

## Biographie

### Débuts et création deL'Évènement
Moussa Aksar naît en 1964 à Agadez (Niger), dans une famille d'éleveurs. Souhaitant devenir magistrat, il part étudier le droit à Niamey, mais sa situation financière précaire l'oblige à abandonner ses études au bout de deux ans.
Devant travailler pour survivre, il se tourne alors vers le journalisme, rejoignant une radio de Niamey en tant qu'animateur. Appréciant le fait d'être proche de la population par ce biais, il décide avec quelques confrères de créer un journal en 2002, qu'ils veulent « indépendant, au service de la population et qui soit là pour dénoncer ». C'est ainsi que naît le bi-hebdomadaire L'Évènement Niger, dont la première édition est financée par les journalistes eux-mêmes avec 100 000 F CFA (environ 152 euros),. Moussa Aksar en devient le directeur de publication.

### Enquêtes journalistiques et pressions judiciaires
Dès 2005, il  publie dans les colonnes du journal une enquête sur le régime libyen de Mouammar Kadhafi, qu'il accuse de vouloir financer une rébellion touarègue au Niger. Deux ans plus tard, en 2007, une rébellion touarègue se déclenche effectivement, ce qui fait alors la réputation de Moussa Aksar et de son journal. Le co-auteur de l'enquête subit cependant des pressions de la part de l'ambassade libyenne et finit par désavouer son travail d'investigation. Moussa Aksar, qui maintient sa version, doit alors défendre seul son journal devant la justice quand Kadhafi porte plainte. Défendu par des avocats bénévoles, il remporte finalement le procès.
Il publie par la suite de nombreuses enquêtes sur la corruption au sein de l'État, ainsi que sur le trafic de drogue ou le trafic de médicaments au Niger. Également très critique de la présidence de Mahamadou Issoufou, il accuse le président d'avoir interdit aux annonceurs de travailler avec L'Évènement Niger afin de mettre le journal en difficulté financière. La publication finira d'ailleurs par abandonner le papier et devenir 100 % numérique.   
En septembre 2020, il publie une enquête révélant des détournements de fonds représentant des dizaines de millions d’euros, réalisés par des hauts gradés de l'armée au sein du Ministère nigérien de la Défense entre 2017 et 2019. Saluée comme une enquête qualitative ayant révélé « l’un des plus gros scandales politico-financiers de l’histoire du pays » par Le Monde et Reporters sans frontières (RSF),, cette publication lui vaut cependant des intimidations et menaces de mort de la part du marchand d'armes Aboubakar Hima — contre lequel il porte plainte —, ainsi qu'un procès en diffamation de la part d'un proche du président Mahamadou Issoufou vivant en Belgique et cité dans l'enquête. Il perd en première instance en mai 2021, la justice le condamnant à une amende de 200 000 F CFA, ainsi qu'à verser au plaintif un million de F CFA en dommages et intérêts, une décision dénoncée par RSF. Il fait alors appel de cette condamnation.   
En janvier 2022, après avoir relayé sur le site de L'Évènement Niger un rapport de l'ONG Global Initiative Against Transnational Organized Crime (en) sur le trafic de drogue au Niger, il est condamné aux côtés de la journaliste Samira Sabou à une amende de 100 000 F CFA et deux mois de prison avec sursis pour « diffamation par un moyen de communication électronique », en vertu d'une loi sur la cybercriminalité. Cette condamnation est dénoncée par le Comité pour la protection des journalistes, qui appelle à une réforme de cette loi, ainsi que par Amnesty International, qui estime que cette condamnation « marque un durcissement de la répression de la liberté de la presse » au Niger. Moussa Aksar fait alors appel de cette décision,.   
Après le coup d’État de juillet 2023 et l'arrivée au pouvoir d'une junte militaire, dans un contexte tendu où plusieurs journalistes nigériens ont été agressés ou intimidés, Moussa Aksar signe « L'Appel des 80 à la junte au Niger », initié en août 2023 par Reporters sans frontières afin de défendre la liberté de la presse.

## Organisations médiatiques
En 2018, Moussa Aksar devient membre du Consortium international des journalistes d'investigation.    
En novembre 2019, il est élu président du conseil d'administration de la Cellule Norbert Zongo pour le journalisme d’investigation en Afrique de l’ouest (CENOZO). Il reste à ce poste jusqu'en avril 2023.   
En mai 2023, il intègre la Plateforme de Protection des Lanceurs d’Alerte en Afrique (PPLAAF).   

## Vie personnelle
Moussa Aksar possède une petite ferme située à environ 20 km de Niamey, le long du fleuve Niger, où il cultive des manguiers, et élève des chameaux et des vaches. Il y vend des oignons biologiques et du lait en complément de revenus.

## Distinctions
- 2021 : nomination au Prix RSF pour la liberté de la presse[12]